# Willard (Missouri)
Willard is een plaats (city) in de Amerikaanse staat Missouri, en valt bestuurlijk gezien onder Greene County.

## Demografie
Bij de volkstelling in 2000 werd het aantal inwoners vastgesteld op 3193.
In 2006 is het aantal inwoners door het United States Census Bureau geschat op 3298, een stijging van 105 (3,3%).

## Geografie
Volgens het United States Census Bureau beslaat de plaats een oppervlakte van
14,4 km², geheel bestaande uit land. Willard ligt op ongeveer 306 m boven zeeniveau.

## Bekende personen uit Willard
- Chappell Roan (1998), zangeres

## Plaatsen in de nabije omgeving
De onderstaande figuur toont nabijgelegen plaatsen in een straal van 20 km rond Willard.